# Rubiana
Rubiana (Rubiana in francoprovenzale; Rubian-a in piemontese, Rubiane in francese) è un comune italiano di 2 505 abitanti che si trova nella Val di Susa, in città metropolitana di Torino, in Piemonte.

## Geografia fisica

Il campanile

Essa è collocata in una conca al centro di un anfiteatro montuoso, compreso tra i monti Curt, Rognoso, Civrari, Sapei, Rocca Sella e il Colle del Lys. In posizione più centrale si trova invece il Monte Arpon.
La superficie totale del comune è di 26,76 km² e va dai 2.234 m di Punta della Croce ai 525 m della borgata Molino. Il principale corso d'acqua è il torrente Messa.
È molto ricca di verde con boschi di castagni, querce, faggi, larici, pini, prati e pascoli, ed è stata in passato importante produttrice di frutta (castagne, mele, ciliegie).

## Storia
La prima segnalazione di Rubiana è su un documento del 1029, ma la zona era già abitata da secoli - in epoca pre-romana - prima dai Liguri o poi dai Celti e Gallo-Celti.
Il toponimo "Rubiana" potrebbe derivare o dal nome di una delle divinità dei Celti, il dio Arubianus, o dal latino ruber-rosso, colore predominante rossastro del terreno dovuto alla massiccia presenza di ferro. Nel Settecento fu costruito nei pressi di Mompellato un piccolo santuario, successivamente ampliato, dedicato alla Madonna della Bassa, per ricordare un fatto miracoloso avvenuto, secondo la tradizione, nel 1713. 
Parte del territorio comunale ricade nel Parco Naturale di interesse provinciale del Col del Lys.

### Simboli
Lo stemma e il gonfalone sono stati concessi con DPR del 28 gennaio 1958.
Il gonfalone è un drappo di azzurro.

## Società

### Evoluzione demografica
Abitanti censiti

Dopo la grave crisi demografica degli anni cinquanta e sessanta del Novecento dovuta all'emigrazione, la popolazione è tornata ai livelli degli anni del decennio 1920-1930 come consistenza numerica.

### Etnie e minoranze straniere
Secondo i dati ISTAT al 31 dicembre 2009 la popolazione straniera residente era di 210 persone. Le nazionalità maggiormente rappresentate in base alla loro percentuale sul totale della popolazione residente erano:
- Romania 141 5,82%
- Marocco 44 1,82%

## Amministrazione

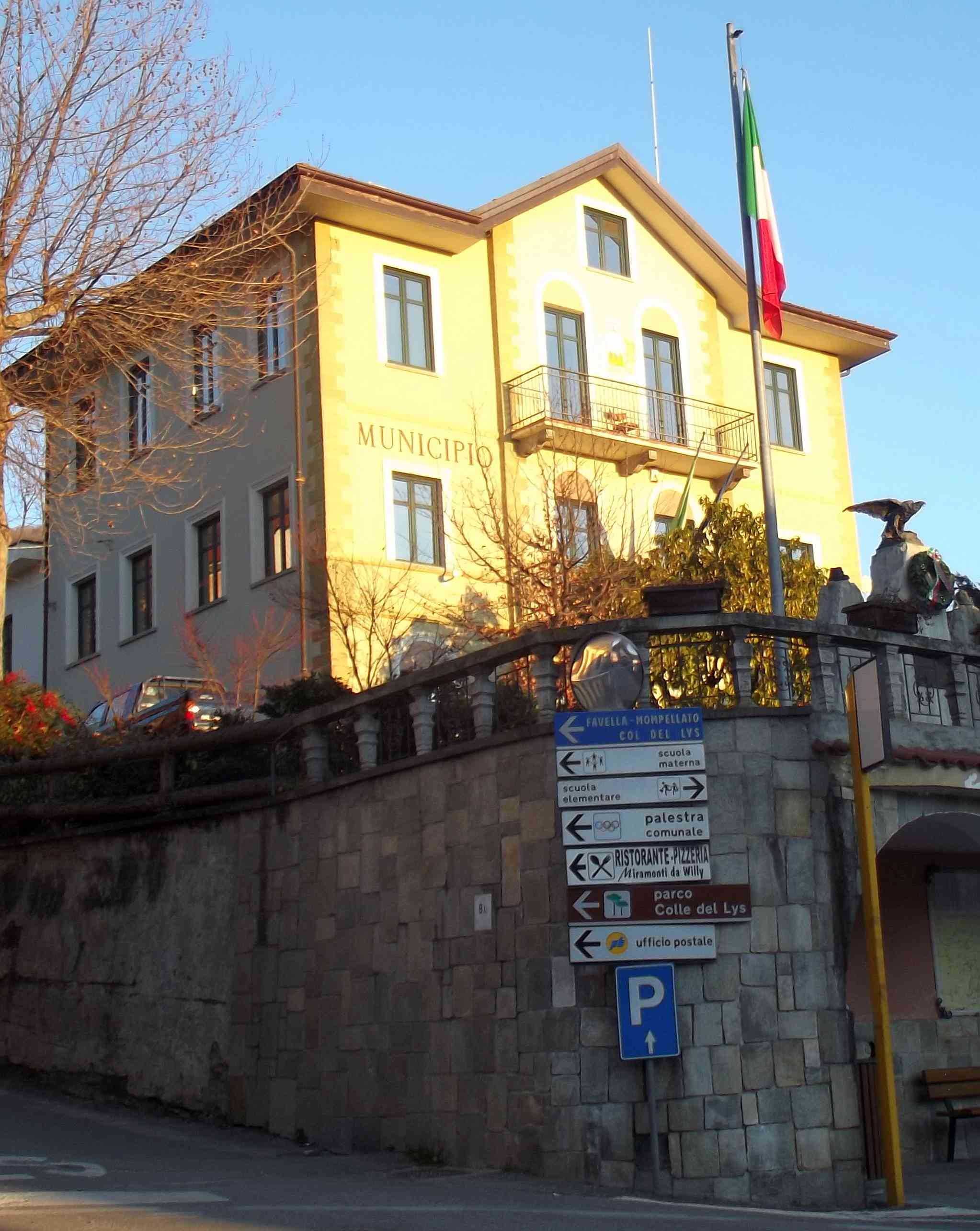
Il municipio

| Periodo | Periodo   | Primo cittadino   | Partito      | Carica  | Note |
| ------- | --------- | ----------------- | ------------ | ------- | ---- |
| 2004    | 2009      | Michele Borletto  | lista civica | Sindaco |      |
| 2009    | 2014      | Gianluca Blandino | lista civica | Sindaco |      |
| 2014    | 2019      | Gianluca Blandino | lista civica | Sindaco |      |
| 2019    | 2024      | Gianluca Blandino | lista civica | Sindaco |      |
| 2024    | in carica | Rossella Cogerino | lista civica | Sindaco |      |

### Altre informazioni amministrative
Il comune di Rubiana faceva parte della Comunità Montana Valle Susa e Val Sangone.
Il comune di Rubiana fa parte dell'Unione Alpi Graie e del G.A.L. Valli di Lanzo, Ceronda e Casternone.